# ЛГБТ родителство
Тази статия се отнася основно до САЩ и не е референция в световен мащаб по въпроса.
ЛГБТ родителството се отнася до лесбийки, гей мъже, бисексуални и транссексуални хора, отглеждащи деца като родители. Това включва деца отглеждани от еднополови двойки, от самотни ЛГБТ родители или от разнополови двойки, в които поне единият родител е ЛГБТ.
ЛГБТ хората стават родители по различни начини, в това число осиновяване, приемно родителство, инсеминиране от донор, износване от сурогатна майка, както и родителство от предишна хетеросексуална връзка.
Според преброяването от 2010 г. над 115 000 еднополови двойки в САЩ отглеждат деца на възраст под 18 години. Към 2007 г. в Израел 2500 лесбийски и няколкостотин гей двойки отглеждат деца. Към 2001 г. в Австралия са ок. 20 000.
ЛГБТ родителството като цяло и осиновяването от ЛГБТ двойки в частност са силно полемични политически въпроси в западните страни, често разглеждани като част от „културната война“ между консерватори и социални либерали.

## История
В Западните страни еднополовите двойки получават широка подкрепа от медицинските експерти. Сред организациите, които официално подкрепят осиновяването от такива двойки, са Американската асоциация по психология, Американската лига за социално благоденствие на децата (Child Welfare League of America), Американската адвокатска асоциация, Американската психиатрична асоциация (АПА), Националната асоциация на социалните работници, Американски съвет за осиновяване (American Council on Adoptable Children), Американската академия по педиатрия, Американската психоаналитична асоциация и Американската академия по семейна медицина.

В своето „Становище за сексуалната ориентация, родителите и децата“ Американската асоциация по психология излиза със заключение (прието през юли 2004), че:
[...] няма научно доказателство, че ефективността на родителството е свързана със сексуалната ориентация на родителите: за лесбийките и гей родителите е също толкова вероятно да осигурят подкрепяща и здрава среда на подрастващите, колкото и за хетеросексуалните. [...] Изследванията показват, че приспособимостта, развитието и психологическото здраве на децата не са свързани със сексуалната ориентация на родителите и че децата на родителите гейове и лесбийки се развиват толкова успешно, колкото и тези на хетеросексуалните.
Специализиран доклад със заглавие „Детското развитие в различните семейни типове“ изготвен от канадското министерство на правосъдието през юли 2006 г., който правителството на страната не обяви, докато не бе принудено от Закона за достъп до информацията през май 2007, стига до следните заключения:
| „ | Най-силното заключение, което може да се направи от емпиричната литература е, че широкото мнозинство от изследвания показват, че децата, живеещи с две майки и децата, живеещи с майка и баща, имат еднакви социални способности. Няколко изследвания подсказват, че децата с майки лесбийки могат да имат малко по-добро ниво на социална способност, отколкото децата в традиционното семейство, като дори по-малко са изследванията, показващи противоположното; повечето изследвания не успяват да открият каквито и да е различия. Силно ограниченото количество изследвания върху деца с двама бащи гейове подкрепят същото заключение. | “ |